# Eidgenössische Volksabstimmung über die Beteiligung an der europäischen Grenz- und Küstenwache Frontex
Die eidgenössische Volksabstimmung über die Übernahme der EU-Verordnung über die Europäische Grenz- und Küstenwache (Weiterentwicklung des Schengen-Besitzstands) war eine Volksabstimmung, die am 15. Mai 2022 stattfand. Inhalt der Vorlage war der Bundesbeschluss über die Grenz- und Küstenwache Frontex. Die Verordnung regelt, dass Frontex sowohl personell als auch finanziell ausgebaut wird. So werde der personelle Aufwand bis 2027 wahrscheinlich von 6 auf 40 Vollzeitstellen für die Schweiz steigen, der finanzielle von 24 auf 61 Millionen Franken pro Jahr.
Gegen diesen Bundesbeschluss wurde das fakultative Referendum vom Komitee «No Frontex» ergriffen, das aus dem Migrant Solidarity Network und Unterstützern der Sozialdemokratischen Partei sowie der Grünen bestand. Der Bundesbeschluss unterstand dem fakultativen Referendum, weil er zur Genehmigung eines völkerrechtlichen Vertrags diente, der wichtige rechtsetzende Bestimmungen enthält (Art. 141 Bundesverfassung [BV]). Er umfasste aber nicht nur den völkerrechtlichen Teil, sondern auch die Änderung des Ausländer- und Integrationsgesetzes, des Zollgesetzes sowie eine kleine Änderung des Bundesbeschlusses über die Genehmigung und die Umsetzung der bilateralen Abkommen zwischen der Schweiz und der EU über die Assoziierung an Schengen und an Dublin. Diese Gesetzesänderungen dienten dem Vollzug des Notenaustausches (Art. 141a BV).
Die Schweiz ist seit 2008 beim Schengen-Verbund und seit 2011 auch bei Frontex dabei. Frontex ist dafür zuständig, die Staaten operativ bei der Gewährleistung der äusseren Sicherheit und der Kontrolle von Migration zu unterstützen. Die Migrationskrise von 2015 habe gezeigt, dass Frontex mehr Mittel zur Unterstützung benötige, denn die Entrichtung eines Beitrags für die Grenz- und Küstenwache beruhte auf Freiwilligkeit. Deshalb beschloss die EU, Frontex auszubauen. Dies geschah im Jahre 2019. Hätte die Schweiz die Reform der Verordnung abgelehnt, hätte ihre Zusammenarbeit mit den Schengen- und Dublin-Staaten automatisch geendet – es sei denn, die EU-Staaten und die Europäische-Kommission wären der Schweiz entgegengekommen.

## Inhalt der Vorlage
Zum Zweck effizienterer Kontrollen der Aussengrenzen, der Rückführungen von ausreisepflichtigen Personen sowie der Bekämpfung grenzüberschreitender Kriminalität soll die Frontex reformiert werden und ein stärkeres Mandat erhalten. Sie setzt sich zusammen aus den für die Grenzverwaltung und die Rückführung zuständigen nationalen Behörden sowie der Agentur. Die zusätzliche Unterstützung von Frontex hat insbesondere zum Ziel, die Kontrollen an den Schengen-Aussengrenzen und die Rückführung von Personen, die sich rechtswidrig im Schengen-Raum aufhalten, unter Wahrung ihrer Grundrechte zu verbessern. Bis 2027 sollen Frontex für die Kontrolle der Schengen-Aussengrenzen und im Bereich Rückkehr bis zu 10'000 Personen als Reserve zur Verfügung stehen. Es handelt sich dabei um 3000 Frontex-Angestellte und 7000 Fachkräfte, die durch die Schengen-Staaten bereitgestellt werden. Auf diese Reserve wird nur dann zurückgegriffen, wenn sie gebraucht wird. Mit der Reform wird sich auch die Schweiz personell stärker beteiligen. Der Umfang des Personaleinsatzes der Schweiz wird sich voraussichtlich bis 2027 schrittweise erhöhen; abhängig vom Bedarf werden es dann bis zu rund 40 Vollzeitstellen sein. Finanziell hat der Ausbau eine Steigerung der Ausgaben der Schweiz von 24 auf 61 Millionen Franken pro Jahr zur Folge. Zudem erhält der Grundrechtsbeauftragte 40 neue Beobachter, die die Aktivitäten vor Ort beobachten. Das Amt des Grundrechtsbeauftragten wurde 2011 geschaffen; seit 2021 unterstützen ihn auch zwei Experten der Schweiz.
Die meisten Bestimmungen der EU-Verordnung können in der Schweiz direkt angewendet werden, das heisst, sie erfordern keine Umsetzung ins innerstaatliche Recht. Trotzdem gibt es einige wenige Normen, die nicht direkt anwendbar sind und deshalb der Umsetzung bedürfen. Die für die Umsetzung vorgesehenen Gesetzesänderungen sind nachfolgend aufgeführt.
Art. 7 Abs. 1bis
1bis Der Bund arbeitet mit der für die Überwachung der Schengen-Aussengrenzen zuständigen Agentur der Europäischen Union zusammen. Diese Zusammenarbeit beinhaltet namentlich die Erarbeitung von Planungsinstrumenten gestützt auf die Verordnung (EU) 2019/1896 zuhanden der Agentur.
Art. 71 Abs. 2
2 Das EJPD kann bei der Erfüllung der Aufgaben nach Absatz 1, insbesondere Buchstaben a und b, mit der für die Überwachung der Schengen-Aussengrenzen zuständigen Europäischen Agentur zusammenarbeiten.
Art. 71a Abs. 1
1 Das SEM und die Kantone wirken gestützt auf die Verordnung (EU) 2019/18967 bei internationalen Rückführungseinsätzen mit; sie stellen das notwendige Personal zur Verfügung. Der Bund gewährt den Kantonen Abgeltungen für diese Einsätze. Der Bundesrat regelt die Höhe und die Modalitäten der Abgeltungen.
Art. 109f Abs. 2 Bst. d
2 Das Informationssystem dient:
d. der Übermittlung von Statistiken und von Personendaten nach Artikel 105 Absatz 2 an die für die Überwachung der Schengen-Aussengrenzen zuständige Agentur der Europäischen Union gestützt auf die Verordnung (EU) 2019/1896.
Art. 111a Sachüberschrift und Abs. 2
2 Das SEM übermittelt der für die Überwachung der Schengen-Aussengrenzen zuständigen Europäischen Agentur Personendaten nach Artikel 105 Absatz 2, sofern diese die Daten zur Erfüllung der Aufgaben nach Artikel 87 Absatz 1 Buchstabe b der Verordnung (EU) 2019/18969 benötigt. Diese Bekanntgabe wird der Bekanntgabe von Personendaten zwischen Bundesorganen gleichgestellt.
3. Zollgesetz vom 18. März 2005
Art. 92a Zuständigkeiten für Einsätze in der Schweiz
1 Der Bundesrat ist zuständig für die Genehmigung der mit der Agentur der Europäischen Grenz- und Küstenwache jährlich verhandelten, unbewaffneten Einsätze von ausländischen Grenzschutzexpertinnen und -experten von bis zu sechs Monaten an den Schengen-Aussengrenzen der Schweiz.

## Behandlung

### Vorverfahren
Der Bundesrat eröffnete die Vernehmlassung am 13. Dezember 2019 und beendete sie am 27. März 2020. In dieser Zeit gingen 36 Stellungnahmen ein. Kritikpunkte, Anmerkungen und Forderungen der interessierten Kreise gab es einige; die Tonalität war dennoch überwiegend positiv, weshalb sich der Bundesrat dagegen entschied, Änderungen irgendeiner Art vorzunehmen. So forderte die SP eine Klarstellung in der Botschaft des Bundesrates, inwieweit die Schweiz die Zielsetzung der EU-Verordnung hinsichtlich Grundrechtsschutz und Beschwerdeverfahren mitträgt und wie diese umgesetzt wird. Die SVP monierte, dass für die Schweiz neue gebundene Ausgaben entstehen, deren Entwicklung sie und insbesondere die Bundesversammlung nicht beeinflussen könne. Zudem sei es aus ihrer Sicht problematisch, dass die personellen Beiträge der Schweiz und deren Anforderungsprofile noch nicht feststehen und die Schweiz bei einer Änderung bzw. Erhöhung der Anforderungen seitens der EU kein Vetorecht besitze.

### Beratung in den Eidgenössischen Räten
Der Ständerat befasste sich im Sommer 2021 als Erstrat mit der Vorlage. Die Sprecherin der Sicherheitspolitischen Kommission, Andrea Gmür-Schönenberger, sprach sich im Namen der Kommission für das Eintreten aus, da die Reform angesichts der geografischen Lage der Schweiz für die Wahrung der Sicherheit unerlässlich sei. Es gab jedoch auch Opposition, und zwar namentlich von Mathias Zopfi, der Bedenken im Hinblick auf die Stärkung von Frontex äusserte, denn mit ihr werde verhindert, dass Menschen mit berechtigtem Asylanspruch nach Europa gelangen, um diesen Anspruch geltend zu machen. In der Gesamtabstimmung nahm der Ständerat den Bundesbeschluss in der vom Bundesrat vorgelegten Form mit 33 zu zehn Stimmen bei einer Enthaltung an. Im Zentrum der Detailberatung stand die Frage des Kontingents für Geflüchtete. Die Kommissionsminderheit beantragte, bis zu 4'000 Flüchtlinge aufzunehmen. Die Kommissionsmehrheit wiederum wollte eine für die Kantone tragbare Lösung und beantragte daher die Aufnahme von 2'800 Flüchtlingen. Der Bundesrat dagegen wollte das Flüchtlingskontingent nicht erhöhen. Der Ständerat gab dem Antrag des Bundesrates statt.
Auch in der Detailberatung des Nationalrats kam das Flüchtlingskontingent zur Sprache. Ein Antrag der Grünen und Sozialdemokratischen Fraktion zur Erhöhung des Kontingents auf 4'000 wurde mit 106 zu 86 Stimmen verworfen. In der Gesamtabstimmung nahm der Nationalrat den Bundesbeschluss mit 108 zu 75 Stimmen bei zehn Enthaltungen an. Die Mitglieder der Grünliberalen, der FDP-Liberalen und der Mitte-Fraktion sowie die Mehrheit der SVP-Fraktion sprachen sich für den Bundesbeschluss aus, die Sozialdemokratische und die Grüne Fraktion lehnten diesen hingegen ab.
In den Schlussabstimmungen vom 1. Oktober 2021 nahm der Ständerat den Bundesbeschluss mit 30 zu 14 Stimmen an; der Nationalrat nahm ihn mit 88 zu 80 Stimmen bei 28 Enthaltungen an. Die Mitglieder der Grünliberalen, der FDP-Liberalen und der Mitte-Fraktion sowie ein Viertel der SVP-Fraktion stimmten im Nationalrat für den Bundesbeschluss, die Mitglieder der Sozialdemokratischen und der Grünen-Fraktion sowie ein Viertel der SVP-Fraktion waren dagegen. Die Hälfte der Mitglieder der SVP-Fraktion enthielten sich der Stimme.

## Fakultatives Referendum

### Chronologie
Am 1. Oktober 2021 nahmen die Eidgenössischen Räte den Bundesbeschluss an. Daraufhin begann am Tag der amtlichen Veröffentlichung im Bundesblatt die Frist von 100 Tagen für die Sammlung von 50'000 Unterschriften, damit das fakultative Referendum zustande kommen kann. Die Sammelfrist endete am 20. Januar 2022 – an diesem Tag wurde das Referendum bei der Bundeskanzlei eingereicht. Die Bundeskanzlei verfügte am 14. März 2022 das Zustandekommen des Referendums mit 54'377 gültigen Unterschriften.

### Stellungnahmen

#### Argumente des Referendumskomitees
Für das Referendumskomitee standen ethische Bedenken im Mittelpunkt. So sei Frontex mitverantwortlich für eine «gewaltvolle Migrationspolitik». Frontex fördere eine Abschottung, in Folge derer Menschen ertränken, erfrören oder Krankheiten erlägen. Zudem sei Frontex an sogenannten Pushbacks beteiligt. Auch kooperiere sie systematisch mit der libyschen Küstenwache, die Boote abfange und gewaltsam zurück nach Libyen schaffe. Als Depositar der Genfer Konventionen müsse die Schweiz die Rechte von Geflüchteten schützen, was die Verhinderung des Ausbaus von Frontex verlangt. Das Komitee monierte zuletzt auch, dass die Schweiz überproportional am Ausbau beteiligt sei, aber als Nicht-EU-Staat bei der Ausgestaltung beschränktes Mitspracherecht habe.

#### Argumente von Bundesrat und Parlament
Bundesrat und Parlament waren der Ansicht, dass die Schweiz nur dann, wenn sie mitmache, mitreden und die Entscheidungen sowie die strategische Ausrichtung von Frontex mitgestalten könne. Frontex würde auch bei einem Nein der Schweiz weiterbestehen und an den Aussengrenzen im Einsatz sein, jedoch ohne Mitgestaltung der Schweiz. Es wurde auch ausdrücklich betont, dass der Schweizer Staat keine Toleranz für Pushbacks zeige. Mit der Reform werde auch der Schutz der Grundrechte erhöht, unter anderem durch mehr Personal und die Stärkung des Grundrechtsbeauftragten. Die Schweiz wolle auch deshalb die Reform mittragen und sich dabei aktiv für den Schutz der Menschenrechte engagieren. Weiter mahnten Bundesrat und Parlament vor den Folgen einer Ablehnung durch die Stimmbevölkerung; denn der Schweiz drohe der Verlust der Mitgliedschaft im Schengen/Dublin-Verbund. Dies hätte zur Folge, dass Personen aus der Schweiz an der Grenze zu den Schengen-Staaten kontrolliert werden müssten; somit würde die Reisefreiheit beschränkt.

## Meinungsumfragen
| Institut | Auftraggeber | Datum                           | Befragte | Ja | Eher Ja | Unentschieden Keine Antwort | Eher Nein | Nein |
| -------- | ------------ | ------------------------------- | -------- | -- | ------- | --------------------------- | --------- | ---- |
| LeeWas   | Tamedia      | 27. April – 29. April 2022      | 10'069   | 56 | 8       | 8                           | 6         | 25   |
| LeeWas   | Tamedia      | 20. April 2022 – 21. April 2022 | 9'673    | 49 | 12      | 7                           | 9         | 23   |
| LeeWas   | Tamedia      | 04. April – 05. April 2022      | 10'915   | 45 | 14      | 8                           | 11        | 22   |

Bemerkungen: Angaben in Prozent. 

## Volksabstimmung

### Abstimmungsfrage
«Wollen Sie den Bundesbeschluss vom 1. Oktober 2021 über die Genehmigung und die Umsetzung des Notenaustausches zwischen der Schweiz und der EU betreffend die Übernahme der Verordnung (EU) 2019/1896 über die Europäische Grenz- und Küstenwache und zur Aufhebung der Verordnungen (EU) Nr. 1052/2013 und (EU) 2016/1624 (Weiterentwicklung des Schengen-Besitzstands) annehmen?»

### Haltungen
Pro: EVP, FDP, glp, Die Mitte, SVP
Contra: EDU, Grüne, SP

### Ergebnisse
| Kanton                           | Ja (%)  | Nein (%) | Beteiligung (%) |
| -------------------------------- | ------- | -------- | --------------- |
| Zürich                           | 71,95 % | 28,05 %  | 44,81 %         |
| Bern                             | 69,95 % | 30,05 %  | 37,03 %         |
| Luzern                           | 71,64 % | 28,36 %  | 40,51 %         |
| Uri                              | 70,14 % | 29,86 %  | 31,19 %         |
| Schwyz                           | 68,70 % | 31,30 %  | 43,94 %         |
| Obwalden                         | 72,63 % | 27,37 %  | 38,85 %         |
| Nidwalden                        | 74,40 % | 25,60 %  | 44,62 %         |
| Glarus                           | 69,32 % | 30,68 %  | 38,19 %         |
| Zug                              | 77,08 % | 22,92 %  | 45,04 %         |
| Freiburg                         | 75,24 % | 24,76 %  | 33,05 %         |
| Solothurn                        | 72,22 % | 27,78 %  | 38,30 %         |
| Basel-Stadt                      | 66,42 % | 33,58 %  | 45,21 %         |
| Basel-Landschaft                 | 75,10 % | 24,90 %  | 39,68 %         |
| Schaffhausen                     | 67,39 % | 32,61 %  | 62,74 %         |
| Appenzell Ausserrhoden           | 69,89 % | 30,11 %  | 43,07 %         |
| Appenzell Innerrhoden            | 70,23 % | 29,77 %  | 32,99 %         |
| St. Gallen                       | 71,66 % | 28,34 %  | 37,70 %         |
| Graubünden                       | 72,15 % | 27,85 %  | 43,52 %         |
| Aargau                           | 72,90 % | 27,10 %  | 37,70 %         |
| Thurgau                          | 72,93 % | 27,07 %  | 38,16 %         |
| Tessin                           | 66,30 % | 33,70 %  | 38,94 %         |
| Waadt                            | 74,43 % | 25,57 %  | 38,42 %         |
| Wallis                           | 75,25 % | 24,75 %  | 37,67 %         |
| Neuenburg                        | 72,34 % | 27,66 %  | 35,12 %         |
| Genf                             | 63,47 % | 36,53 %  | 40,81 %         |
| Jura                             | 71,67 % | 28,33 %  | 42,61 %         |
| Schweizerische Eidgenossenschaft | 71,48 % | 28,52 %  | 39,98 %         |